# Nagymágocs
Nagymágocs nagyközség Csongrád-Csanád vármegyében, a Szentesi járásban. A településnek a legfőbb turisztikai látványossága az itt található Károlyi-kastély. A községben egy éven át nevelkedett Petőfi Sándor fia, Petőfi Zoltán.

## Fekvése
Nagymágocs Szentes és Orosháza között helyezkedik el, a Mágocs-ér mellett. Szomszédai: észak felől Fábiánsebestyén, északkelet felől Árpádhalom, dél felől Székkutas, délnyugat felől Derekegyház-Tompahát, nyugat felől Derekegyház, északnyugat felől pedig Szentes-Lapistó. Kelet felől viszonylag közel fekszik hozzá Orosháza nyugati határszéle, de a két település közigazgatási területei nem érintkeznek.

### Megközelítése

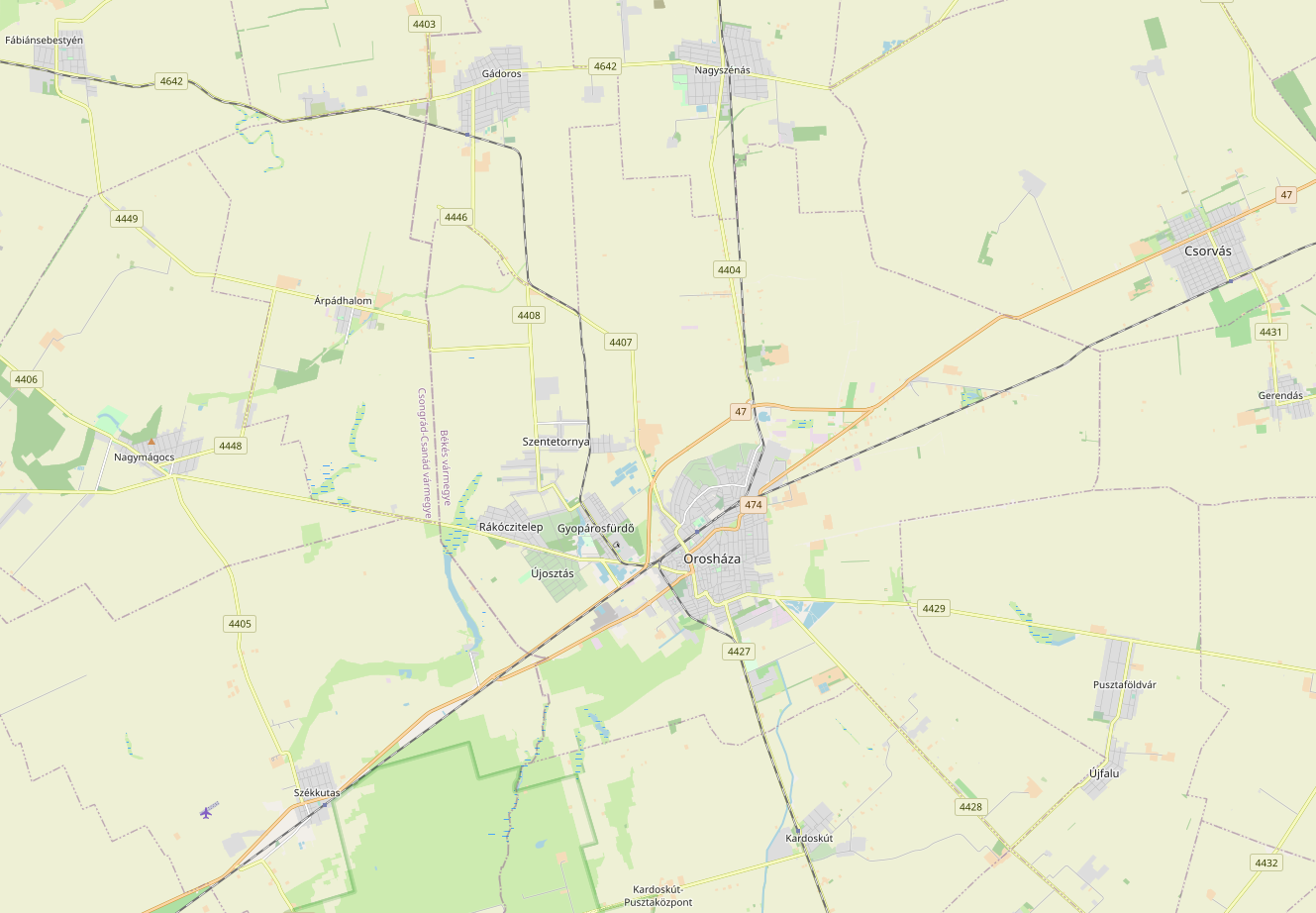
A község Orosháza környéke térképén

Közúton 5 irányból érhető el: Szentes-Szentes-Lapistó és Orosháza felől a 4406-os, Derekegyház és Székkutas felől a 4405-ös, Árpádhalom felől pedig a 4448-as úton. Közigazgatási területének északi részén elhalad a 4449-es út is, de az ott csak külterületi településrészeit érinti.
A falunak nagyvasúti kapcsolata sohasem volt, viszont két kisvasúti hálózat is működött területén: a 600 mm nyomtávú Mágocsi uradalmi vasút és a 760 mm nyomtávú Szegvári Gazdasági Vasút. Az egykori normál nyomtávú Fábiánsebestyén–Árpádhalom-vasútvonalon ugyan működött egy Nagymágocs megállóhely, ez azonban messze esett a falutól.
Nagymágocsot közösségi közlekedéssel csak autóbuszon lehet elérni, de többek között Budapestről és Hévízről is el lehet jutni a településre a Volánbusz által üzemeltetett közvetlen autóbuszjáratokkal.

## Története

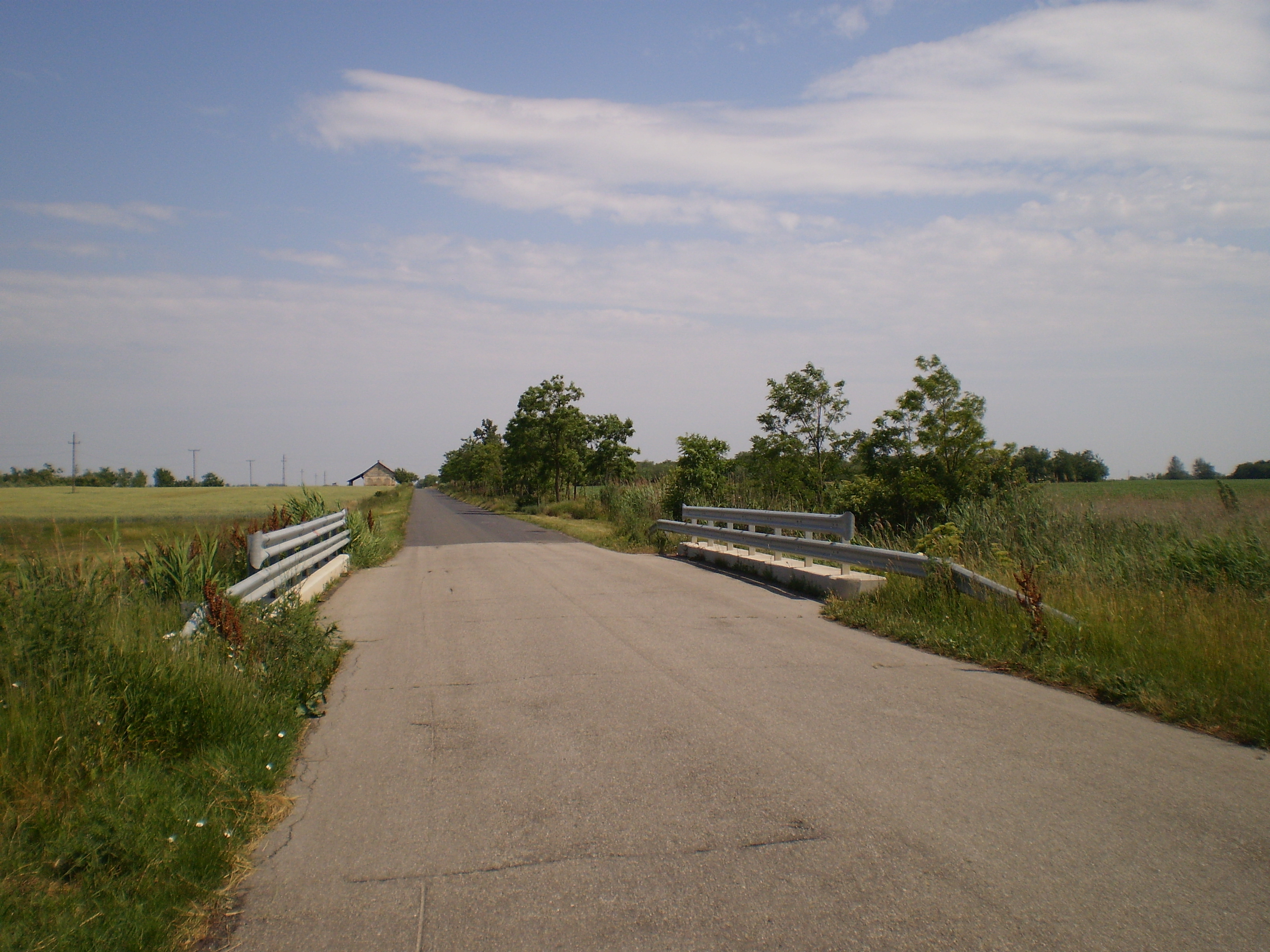
Nagymágocsról haladva Árpádhalom felé a Mágocs-ér feletti híd

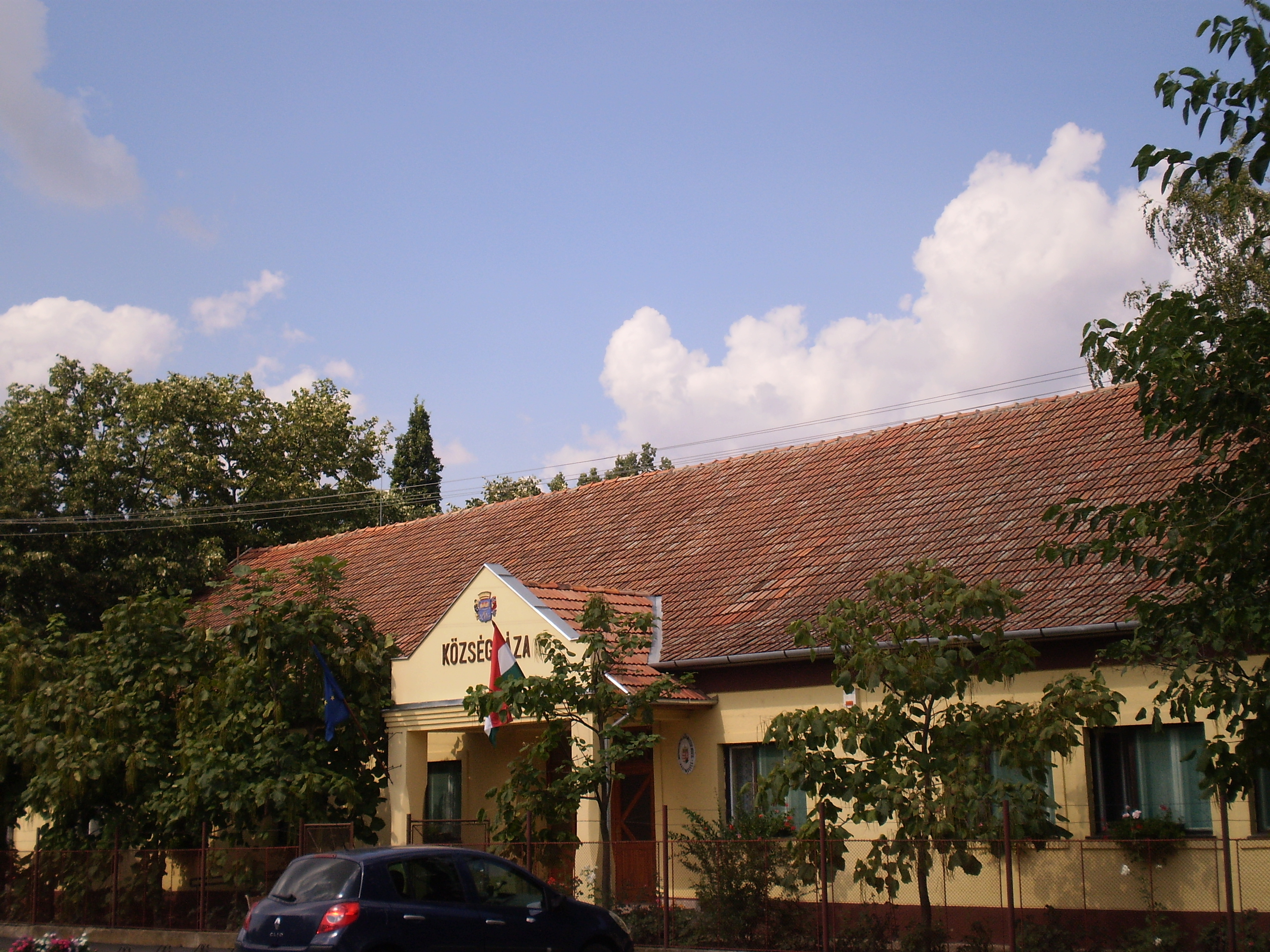
A nagymágocsi Községháza vagy más néven Polgármesteri hivatal

Első okleveles említésére 1426-ban került sor Magoch formában. A falu neve 1903-ig Mágocs volt. A hivatalos elnevezése 1903-tól Nagymágocs formában érvényes. A neve valószínűleg az első birtokostól, a Szentemágócs nemzetségtől származik. Az alapjául szolgáló személynév (Maguch) a termékenységet kifejező magyar "mag" főnév képzős származéka. A nemzetség Baranya vármegyében is birtokos volt, hiszen hasonnevű falujuk, Mágocs, ami ma is létezik.
A község egymástól távol eső húsz uradalmi majorságból jött létre. A falu neve 1426-ban jelent meg először, Magoch alakban. A falut a törökök 1552-ben felégették. Azonban a falu lakói hamarosan visszaszállingóztak. A török defterekbe 1579 és 1580-ban 129 mágocsi adófizető családot írtak össze. A virágzó falut a tatárok 1596-ban elpusztították. A birtok tulajdonosa ebben az időben Mágocsy Dorottya volt. Majd később unokája, Móricz Márton volt. A terület rokoni kapcsolatokon keresztül 1640-ben Keglevich Miklós ónodi kapitányé lett, aki lakatlan pusztaként bérbe adta a vásárhelyieknek. 1702-ben a törökök kiverése után III. Károly más birtokokkal együtt gróf Schlick Lipót császári tábornoknak adományozta. Schlick Lipót azonban a területet eladta gróf Károlyi Sándornak 1722-ben. Károlyi Sándor a megvásárlás után a terület benépesítését is megkezdte. Mágocs pusztát továbbra is a vásárhelyiek használták bérelt legelőként. A mágocsi uradalom fejlesztése Klauzál Imre és Szendrey Ignác nevéhez kapcsolható. A fejlesztési munkák eredményeként 1850-es évek elejére országos hírű mintagazdasággá lett. Majd Károlyi Lajos az uradalom központjává fejlesztette fel, és megépítette a település első jelentősebb épületét, ami ma is áll, vagyis az Ybl Miklós által tervezett épületeit az uradalmi irodát, későbbi nevén községházát (Ma már nem a községháza működik benne, hanem a helytörténeti gyűjtemény és a turistaszálló.), ahol Petőfi Zoltán is lakott. Majd 1853-ban katolikus plébániát, és a központi magtárt 1856-ban. Majd Károlyi Alajos idején 1872 és 1873-ban Mágocs nagyközség megalapítása is megtörtént. Majd később Szent Alajos tiszteletére templomot emeltetett 1883-ban. A templomalapítás után 1885-ben megkezdte működését az önálló lelkészség is. Majd Károlyi Imre 1896 és 1897 között felépíttette a település máig is legszebb díszének számító kastélyt, a gyönyörű parkkal együtt. A területnek később a Festetich család is birtokosa volt. 1935-ben jelentősen csökkent a területe, hiszen kiszakadt Cserebökény, Disznóhalom, Györgykirályság, Józsefszállás, Lajoshalom, és Lajosvizesráta is kiszakadt. Ezután más területekkel együtt Kiskirályság néven önálló községet alakítottak. 1956-ban kivált Árpádhalom, Bojtártelep, Szendreimajor, és Zoltántér is. A község tipikus mezőgazdasági terület. A területen kiemelkedő volt a kukorica, a cukorrépa és a gyümölcstermesztés is. A két világháború között Csongrád vármegye legjelentősebb szántóföldi gyümölcstermő területe volt. Majd 1945 után a község mezőgazdasága állami formában folyt tovább. Előbb a mezőhegyesi állami gazdasághoz, később önálló külterületként a derekegyházi állami gazdasághoz kapcsolódott be. A faluban működő szociális otthon a Károlyi-kastélyban kapott helyet. A Szendrei major elnevezés annak az emlékét őrzi, hogy Szendrey Júlia apja, Szendrey Ignác 1850 és 1853 között a mágocsi uradalom jószágkormányzója volt. A községben egy éven át még Petőfi Sándor fia, Petőfi Zoltán is nevelkedett.

### A címer és a korabeli pecsét

Nagymágocs címere

A címer egy álló, csücskös talpú kék pajzs. A pajzsderék közepén egy hullámos ezüst pólya található. A felső részben az arany kastély található, még az alsó részben egy jobbra forduló barna színű szarvas található, ami a hátsó lábaira ágaskodik, az aranyszínű agancsaival. A pajzs felső szélén egy ezüst gyöngyökből formált 9 ágú arany abroncsú grófi rangkorona támaszkodik. A foszlányok jobbról arany és kék, balról ezüst és vörös színűek. A község korabeli pecsétjén egy csücskös talpú pajzsban ágaskodó szarvas látható meg. A pajzs felső szélében 9 ágú gyöngyös grófi rangkorona található. A hátulsó lábaira ágaskodó szarvast és a koronát a Károlyiak grófi címeréből vette át, és kifejezve ezzel a grófi családhoz való tartozását is. A pajzsot megosztja a vizet szimbolizáló hullámpólya, ezzel utalva a Mágocs-ér közelségére.

## Közélete

### Polgármesterei
- 1990–1994: Nagy Józsefné (független)[7]
- 1994–1998: Dr. Czabarka János (MSZP)[8]
- 1998–2002: Dr. Czabarka János (MSZP)[9]
- 2002–2006: Dr. Czabarka János (MSZP)[10]
- 2006–2010: Stibál Róbert (független)[11]
- 2010–2014: Atkári Krisztián (független)[12]
- 2014–2019: Szebellédi Endre István (Fidesz-KDNP)[13]
- 2019–2024: Szebellédi Endre István (Fidesz-KDNP)[14]
- 2024– : Szebellédi Endre István (Fidesz-KDNP)[3]

## Népesség
A település népességének változása:
| Lakosok száma | 3089 | 3035 | 2985 | 2844 | 2742 | 2701 | 2677 |
|               | 2013 | 2014 | 2015 | 2021 | 2022 | 2023 | 2024 |

A 2011-es népszámlálás során a lakosok 90,7%-a magyarnak, 0,8% cigánynak mondta magát (9,3% nem nyilatkozott; a kettős identitások miatt a végösszeg nagyobb lehet 100%-nál). A vallási megoszlás a következő volt: római katolikus 31%, református 6,3%, evangélikus 1,2%, felekezeten kívüli 45,5% (15,7% nem nyilatkozott).
2022-ben a lakosság 78,9%-a vallotta magát magyarnak, 1% cigánynak, 0,3% románnak, 0,1-0,1% horvátnak, németnek, ruszinnak, szlováknak és lengyelnek, 1,9% egyéb, nem hazai nemzetiségűnek (21% nem nyilatkozott; a kettős identitások miatt a végösszeg nagyobb lehet 100%-nál). Vallásuk szerint 16% volt római katolikus, 3,6% református, 1,2% evangélikus, 0,1% görög katolikus, 0,3% egyéb keresztény, 1% egyéb katolikus, 29% felekezeten kívüli (48,6% nem válaszolt).

## Nevezetességei

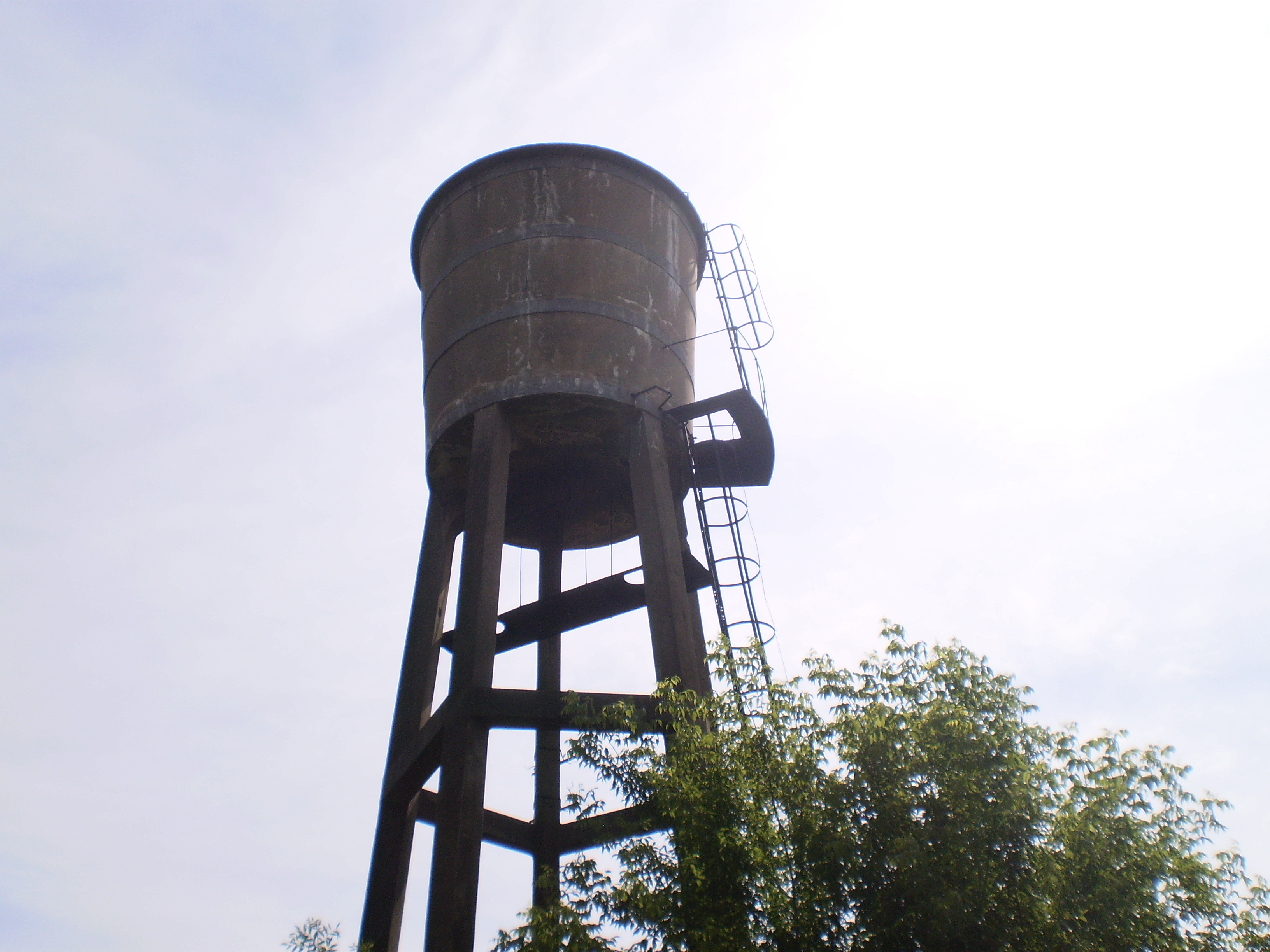
Nagymágocs régi víztornya

### Helytörténeti Gyűjtemény
A műemléki értékű, volt uradalmi tiszttartói lakásban, utóbb polgármesteri hivatalnak helyet adó épületben került kialakításra a Helytörténeti Gyűjtemény. Célja egyrészt a falu lakóinak bemutatni a település múltját, az egykori élet mindennapjait, másrészt látnivalót kínálni a faluba érkező turisták számára, akik így megismerhetik a település múltját és értékeit. A gyűjtemény a 2003. évi Nagymágocsi Falunapok alkalmával nyílt meg. A 2005. évi falunapok alkalmával vette fel a Nagymágocson több évtizeden át szolgálatot teljesítő ferences rendi kapucinus szerzetes, Felicián atya (Neubauer József) nevét. A község ezzel is, valamint a posztumusz adományozott „Nagymágocs Nagyközség Díszpolgára” cím adományozásával tisztelgett az atya kutatómunkája előtt, mellyel megalapozta e gyűjtemény kialakítását, s sokat tett a település múltjának megismerése, régészeti emlékeinek feltárása érdekében. A gyűjtemény első termében a látogatók megismerkedhetnek a település földrajzi és történelmi emlékeivel, az itt folyó mezőgazdasági munkákkal és annak eszközeivel. A második terem a múlt század embereinek lakó- és életkörülményeit mutatja be a születéstől az elmúlásig. A folyosón Nagymágocs építészeti emlékeit reprezentáló fotókiállítás, valamint a Felicián atya által Nagymágocson végzett, sokrétű tevékenységet bemutató tablósorozat látható. Itt helyezték el az atya gyűjteményéből létrehozott ásványkiállítást is.

### Károlyi-kastély

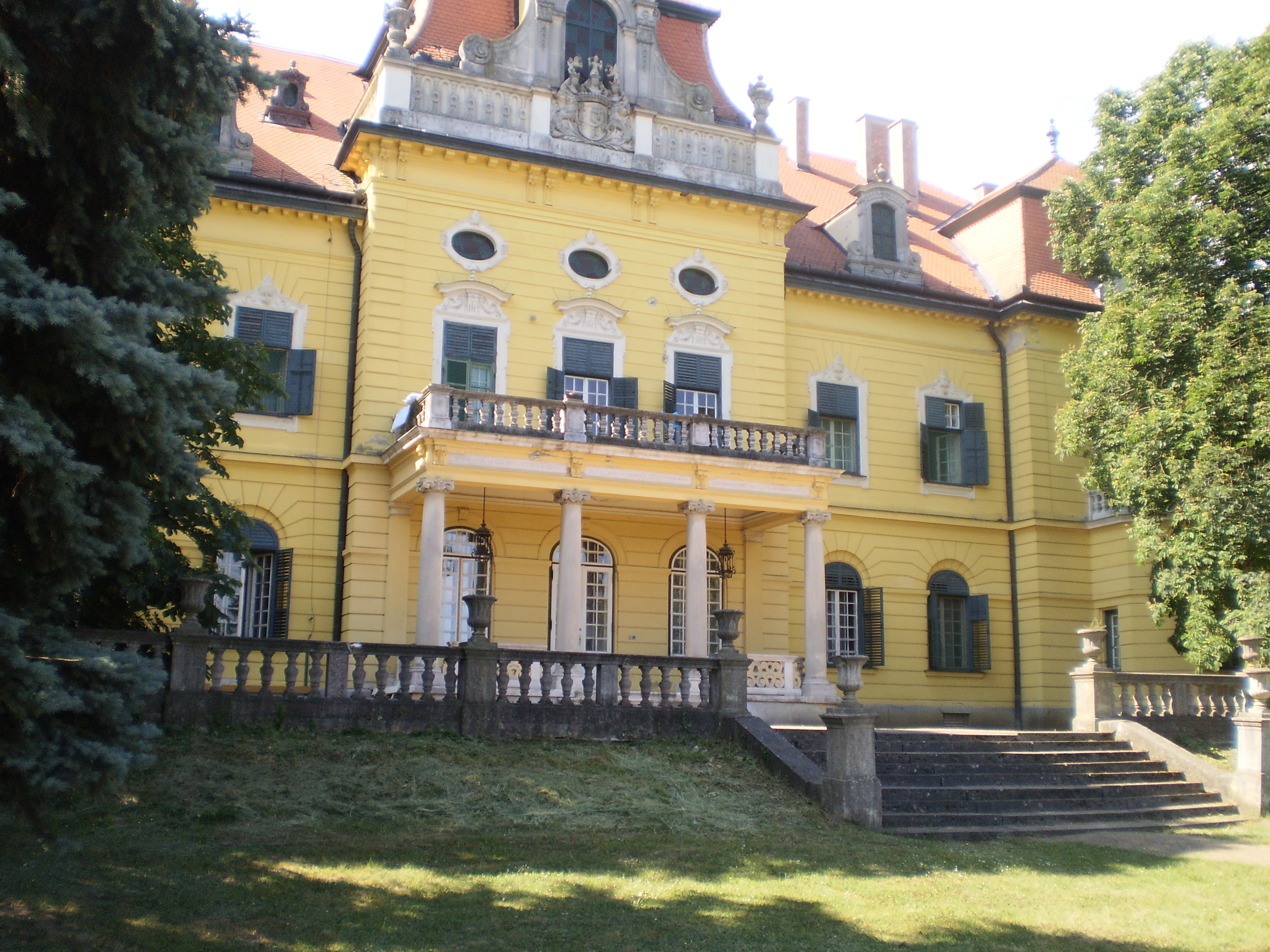
A nagymágocsi Károlyi-kastély egy része

A nagymágocsi Károlyi-kastélyt 1896 és 1897 között Károlyi Imre építtette, eklektikus neobarokk stílusban. A kastélyt és hozzátartozó épületek egy részét Ybl Miklós tervezte. Az összes épületek eredeti állapotban maradt meg, jóllehet a kastélyhoz az idők folyamán hozzáépítettek, és egyes részeit lebontották. A kastélyt 41 hektáros gondozott park öleli körül, ami a parképítő művészet remekei közé tartozik; 18. századból származó barokk szobrok díszítik. Az angol kert kiemelkedő értékei a ritka őstölgyek és fenyőfélék, de itt áll az 1883-ban épült egytornyú, neoromán stílusú, egyhajós, hossz-házas, római katolikus templom is. A turisztikai vonzerőt növeli a kastélyhoz tartozó, 10 hektáros tó is. Napjainkban a Károlyi-kastély szociális otthonként működik.

### Zabsilós magtár
A Károlyi-kastély parkjának bejáratával szemközt álló háromszintes, zabsilós magtár 1856-ban, Ybl Miklós tervei szerint épült. Érdekessége, hogy belseje kizárólag faszerkezetű. Napjainkban a magtár romos, és a műemléket sem lehet megnézni közelről.

### Római katolikus templom

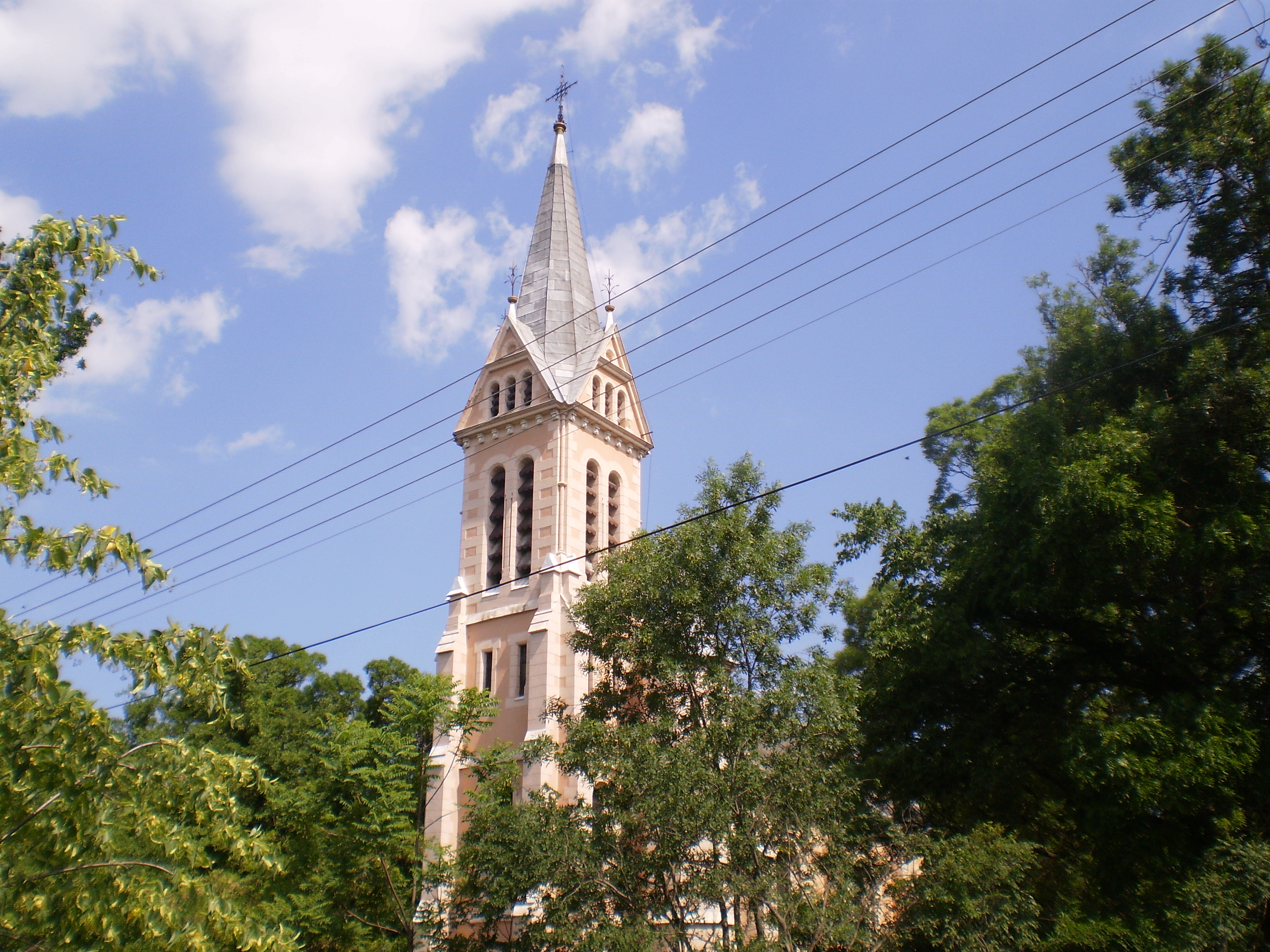
A nagymágocsi római katolikus templom tornya

A Római katolikus templomot Károlyi Alajos 1883-ban, neoromán stílusú római katolikus templomot emeltetett Nagymágocson Szent Alajos tiszteletére. A templom a kastély park sarkában áll, amelyet 1883 Bachó Viktor tervei szerint épült. A szép üvegablakai Kratzmann Ede műhelyében készültek el. A templom 2008 nyarán volt 125 éves.

## Intézményei

### Általános Művelődési Központ (ÁMK)
Az Általános Művelődési Központ magában foglalja a falu Művelődési házát (Petőfi Sándor Művelődési Központ), a könyvtárat, valamint az óvodát és az iskolát (Hunyadi János Általános Iskola) is.

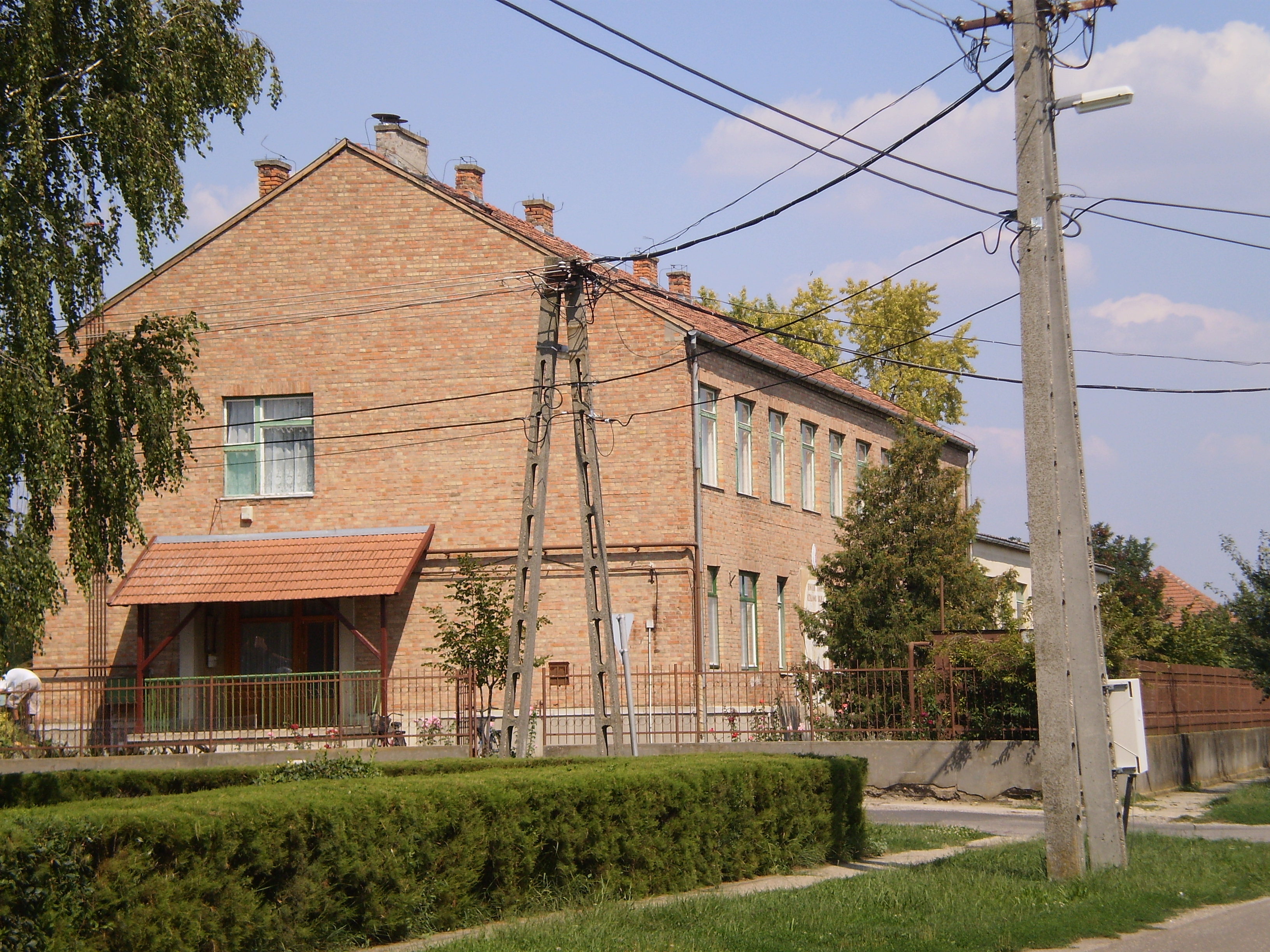
A Hunyadi János Általános Iskola épülete

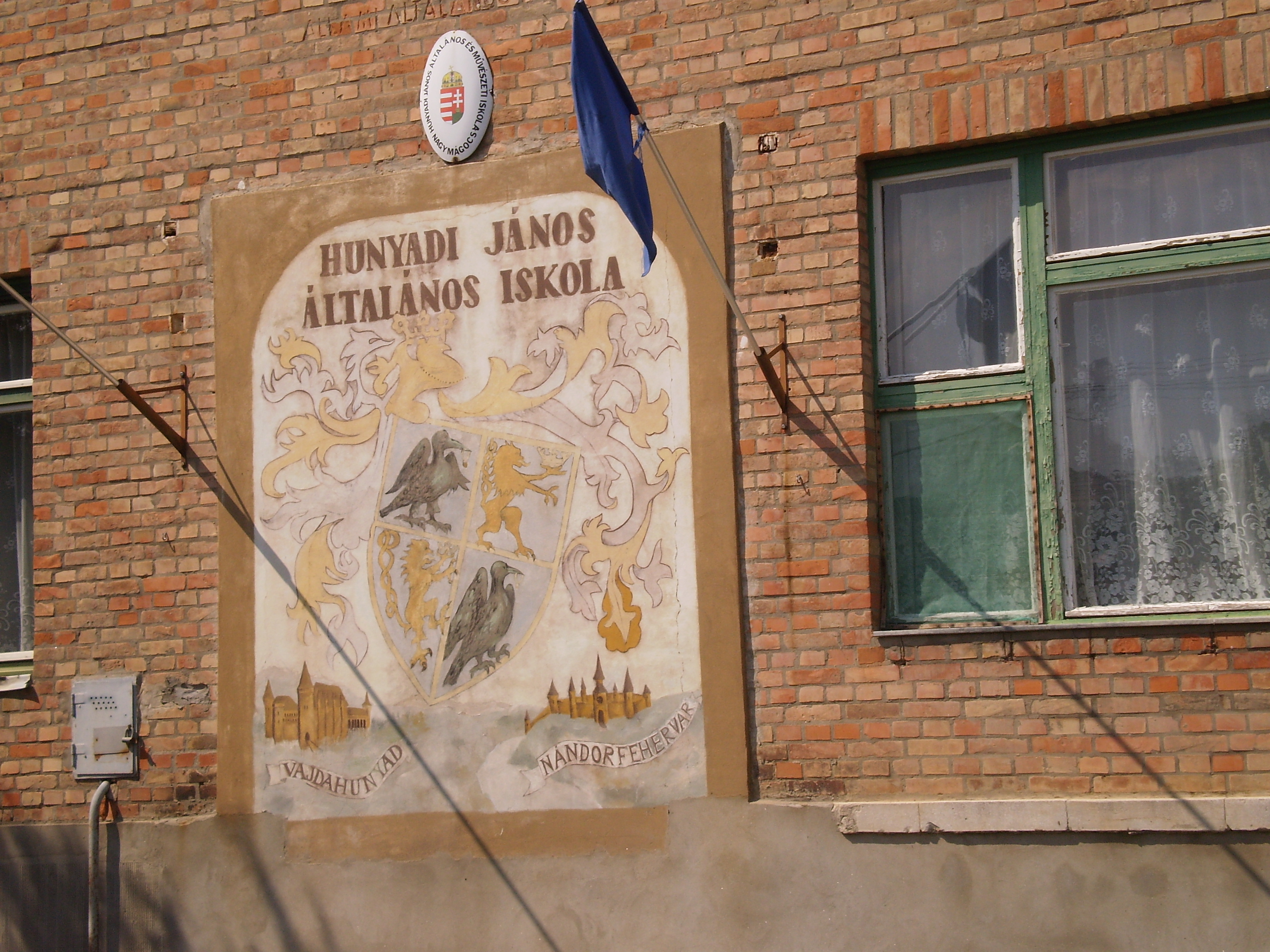
A Hunyadi János Általános Iskola épületének az egyik oldala, a Hunyadi-címerrel

#### ÁMK Hunyadi János Általános Iskola
A Hunyadi János Általános Iskola a nagyközség egyetlen iskolája. A történelmi dokumentumok szerint Nagymágocson 1740-től folyik gyermekek nevelése és oktatása. Az iskolában negyedik osztálytól kezdődik az angol és német nyelv oktatása. Az ötödik évfolyamtól a technika és informatika tantárgyat csoportbontás formájában tanítják. Az iskola, amelynek neve az idők folyamán többször is változott, ma az Apáczai Kiadó és a Vöröskereszt bázisiskolája.

#### ÁMK Petőfi Sándor Közművelődési és Könyvtári intézet
A faluban könyvtár 1960-tól a Szentes Járási Könyvtár letétjeként, tiszteletdíjas könyvtáros vezetésével működött. Az első alkalommal letétbe helyezett 624 db könyv folyamatosan gyarapodott.

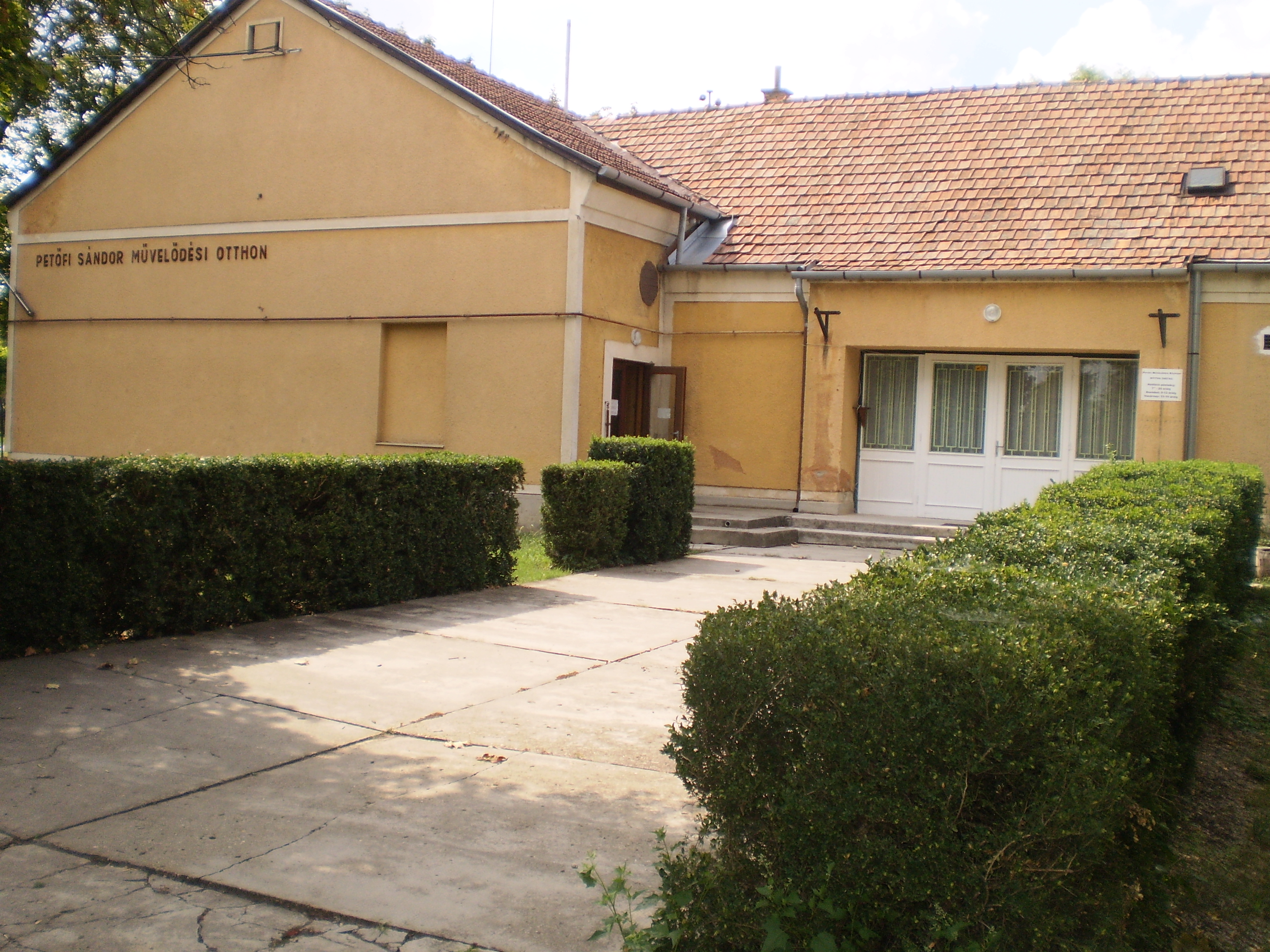
Petőfi Sándor Művelődési Otthon főbejárata

 A könyvtárhoz tartozott négy fiókkönyvtár isː Ótompaháton, Lajosszálláson, Mágocsoldalon, és Lajostanyán.

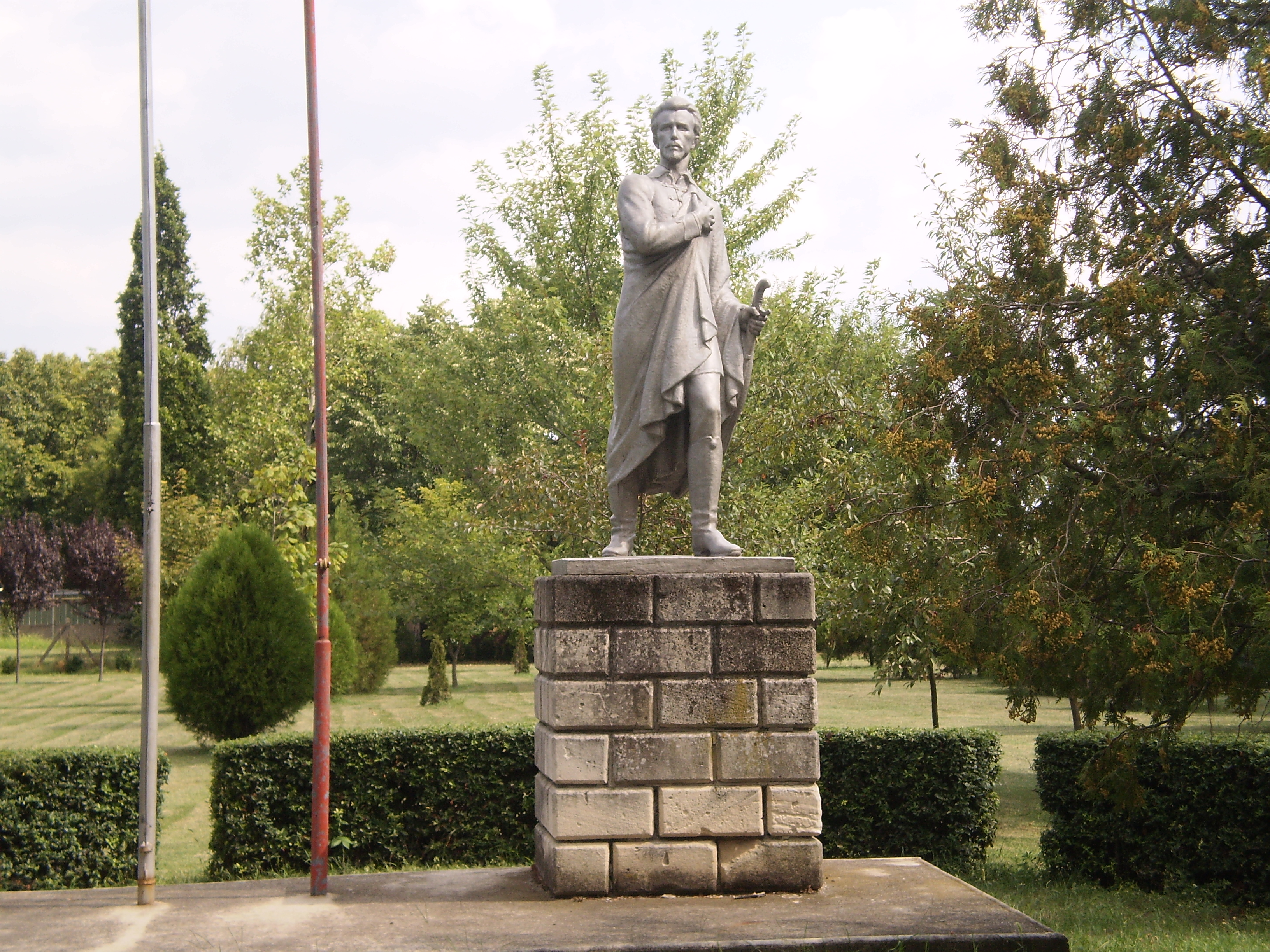
Petőfi Sándor szobra Nagymágocson, a Petőfi Sándor Művelődési Otthonnal szemben

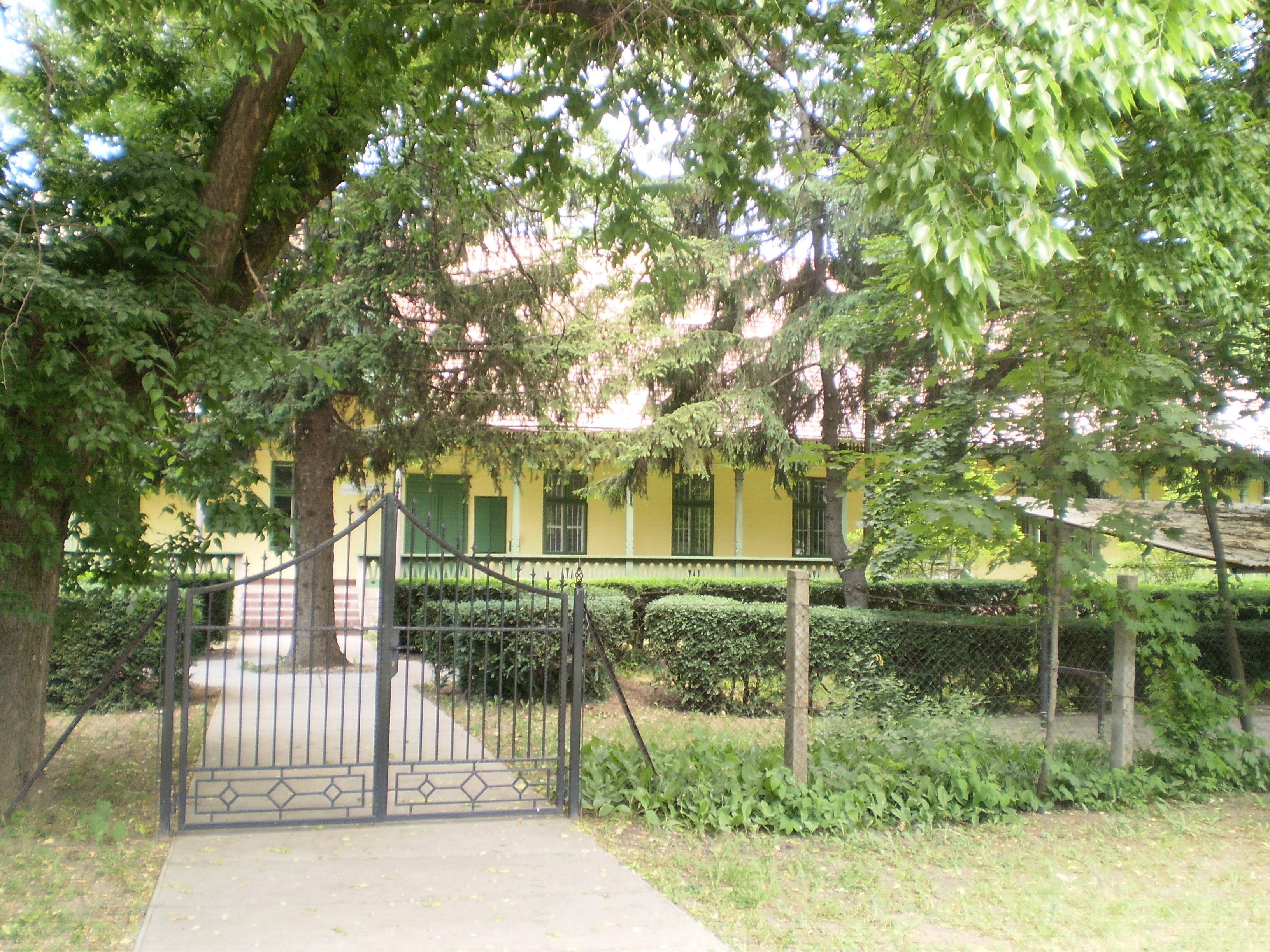
A volt uradalmi iroda

A fiókkönyvtárak a külterületi iskolákban voltak, ahol azokat az ott tanító pedagógusok kölcsönözték a tanulók és a tanyasi lakosság számára. 1967-re a könyvállomány elérte a 6104 darabot. 1970-ben átadták a művelődési ház bővítésével kialakított 50 m²-es könyvtárat, amely önálló községi közművelődési könyvtárként egy könyvtárossal, majd később 1978-tól még egy félműszakos könyvtárossal működött. A külterületi iskolák, majd az 1990-es évek elején a munkahelyek megszűnésével megszűntek a letétek is. Emiatt a szomszédos községgel, Árpádhalommal való összevonás a könyvtárak összevonását is magával hozta. Az árpádhalmi könyvtár a nagymágocsi fiókkönyvtáraként működött 1977-től 1990-ig. A könyvtár 1985-ben ismét bővítésre került, ugyanis a művelődési ház klubhelyiségét hozzácsatolták. A könyvtár így működött tovább, egészen 2004 őszéig. A községnek lapja, a Nagymágocsi Hírmondó 1989-től jelenik meg, szerkesztése a könyvtárban folyik. Három helytörténeti kiadvány jelent meg Nagymágocsról, szintén a könyvtár közreműködésével. 1991. január 1-jétől a könyvtár önállóan gazdálkodó intézmény lett. 1996. január 1-jével került összevonásra a könyvtár szervezetileg és gazdaságilag az általános iskolával. A művelődési háznál lévő épületrészben felnőtt- és gyermekkönyvtári állomány biztosította a nyilvános könyvtári feladatok ellátását. Az iskola épületében tanteremben és tanáriban a pedagógiai munkához szükséges dokumentumállomány került elhelyezésre. 2003. július 1-jével a korábban vállalkozásban működő művelődési ház, a könyvtár, és az újonnan kialakított turistaház, és a helytörténeti gyűjtemény összevonásával új önkormányzati közművelődési intézmény jött létre a faluban.
A művelődési ház 1960-ban épült. Először tanácsi majd önkormányzati intézményként, 1992 és 2003 között vállalkozásban működött. Azóta ismét az önkormányzat üzemelteti. Itt tartja meg rendszeresen összejöveteleit aː
- Nyugdíjasklub
- Mozgáskorlátozottak csoportja
- Nefelejcs Népdalkör
- Napraforgó Citerazenekar
- Díszítőművész kör
- Polgárőr Egyesület
- A fiatalok Padlásklubja, és ’99 Baráti Társasága.

A községi ünnepségek, rendezvények szervezése és a lebonyolítása a művelődési ház feladata:
- Majális
- Gyermeknap
- Falunap
- Néptánc fesztivál
- Népzenei találkozó
- Boszorkányszombat, és a
- Falusi Karácsonyi ünnepség.

A művelődési ház helyet biztosít művészeti iskolák csoportjainak működéséhez, alkalomszerűen itt kerül sor filmvetítésekre is.

#### Napköziotthonos Óvoda és Bölcsőde
A faluban napköziotthonos óvoda, épületében bölcsőde is működik.